# Mare de Déu de les Arenes
La Mare de Déu de les Arenes és una església del municipi de Castellar del Vallès (Vallès Occidental) inclosa en l'Inventari del Patrimoni Arquitectònic de Catalunya.

## Descripció
És un edifici romànic d'una sola nau amb absis semicircular sense decoració externa. Presenta grans contraforts a la façana de migdia, on es troba l'antic accés del temple, una porta amb arc de mig punt actualment tapiada. Adossada a la paret nord hi ha la casa dels ermitans, de construcció molt posterior i amb coberta d'una inclinació, vers l'església, trencant l'harmonia estètica.
L'actual façana, a ponent, està arrebossada, i el campanar és d'espadanya. Aquests dos elements són de construcció moderna. Fins a l'any 1936 hi havia un retaule del segle xvii i una imatge de la Verge, romànica del segle xi, ambdós foren destruïts. L'actual imatge és una reproducció feta l'any 1941.

## Història
La Capella de la Mare de Déu de Les Arenes està situada al peu de la muntanya de Sant Llorenç de Munt, a la part oriental, i a la banda dreta del riu Ripoll. El lloc de Les Arenes es troba ja citat en documents del segle x i formava part, per tant, de la parròquia de Sant Feliu del Racó. Malgrat no disposar de gaires notícies del període medieval de la zona de Les Arenes, es creu que la presència de l'Església de Santa Maria sembla obeir les necessitats de culte religiós d'un nucli de pagès. La documentació de l'església data del segle xii. L'any 1126 es troba com a obra dels Monjos de Sant Llorenç de Munt. L'any 1141 és documentada com una capella construïda per un tal Guillem d'Horta.
La capella està situada en una cruïlla que uneix els nuclis poblats de la conca del Ripoll i era molt sovint visitada pels vianants. Després, a causa de la forta davallada demogràfica del país durant la Baixa Edat Mitjana, que repercutí molt en tot el massís de Sant Llorenç, la capella perd el seu caràcter inicial i adopta funcions d'ermita. Tot i així, la Capella de Les Arenes ha estat un lloc molt freqüentat pels habitants de la comarca. Els ermitans tenien el tractament de frare i vestien hàbit. Eren designats pel rector de Sant Feliu del Racó i podien residir a la casa annexa a l'església, conrear les terres de l'ermita i realitzar certes funcions religioses i de culte. En el període de 1718-1751 hi havia cinc ermitans. Actualment casa i capella resten tancades.